# Discografia de Charles Aznavour
Esta é a discografia de Charles Aznavour, cantor francês de ascendência armênia. Conhecido mundialmente por sua canção "She", Aznavour gravou mais de mil e duzentas canções — a maioria em francês, mas também em espanhol, inglês, alemão e italiano — em setenta anos de carreira, tendo vendido mais de cento e oitenta milhões de discos.
Para melhor compreensão, os álbuns franceses serão separados dos álbuns internacionais nesta lista.

## Discografia francesa

### Álbuns de estúdio
| Ano  | Detalhes | Melhores posições | Melhores posições | Certificações | Vendas |
| Ano  | Detalhes | FRA               | BE-WAL            | Certificações | Vendas |
| ---- | --- | ----------------- | ----------------- | ------------- | ------ |
| 1953 | Charles Aznavour chante Charles Aznavour (ou Jezebel) - Lançamento: dezembro de 1953 - Editora/Nº cat.: Ducretet-Thomson 260 V 002 - Formatos: LP de 10"                                 | —                 | —                 | —             | —      |
| 1955 | Charles Aznavour chante Charles Aznavour, vol. 2 (ou Le feutre taupé) - Lançamento: abril de 1955 - Editora/Nº cat.: Ducretet-Thomson 260 V 039 - Formatos: LP de 10"                    | —                 | —                 | —             | —      |
| 1956 | Charles Aznavour chante Charles Aznavour, vol. 3 (ou Sur ma vie) - Lançamento: 7 de maio de 1956 - Editora/Nº cat.: Ducretet-Thomson 260 V 056 - Formatos: LP de 10"                     | 15                | —                 | —             | —      |
| 1957 | Bravos du music-hall à Charles Aznavour - Lançamento: junho de 1957 - Editora/Nº cat.: Ducretet-Thomson 260 V 090 - Formatos: LP de 10"                                                  | 10                | —                 | —             | —      |
| 1958 | C'est ça - Lançamento: novembro de 1958 - Editora/Nº cat.: Ducretet-Thomson 260 V 106 - Formatos: LP de 10"                                                                              | 40                | —                 | —             | —      |
| 1960 | Charles Aznavour (ou Les deux guitares) - Lançamento: 19 de maio de 1960 - Editora/Nº cat.: Barclay Records 80120 - Formatos: LP de 10"                                                  | 10                | —                 | —             | —      |
| 1961 | Charles Aznavour (ou Je m'voyais déjà) - Lançamento: maio de 1961 - Editora/Nº cat.: Barclay Records 80135 - Formatos: LP de 10"                                                         | 20                | —                 | —             | —      |
| 1961 | Charles Aznavour (ou Il faut savoir) - Lançamento: dezembro de 1961 - Editora/Nº cat.: Barclay Records 80161 - Formatos: LP de 10"                                                       | 10                | —                 | —             | —      |
| 1962 | Charles Aznavour accompagné par Burt Random et Paul Mauriat (ou Alleluia) - Lançamento: 15 de outubro de 1962 - Editora/Nº cat.: Barclay Records 80180 - Formatos: LP de 10"             | 10                | —                 | —             | —      |
| 1963 | Qui ? - Lançamento: 16 de janeiro de 1963 - Editora/Nº cat.: Barclay Records 80191 - Formatos: LP de 12"                                                                                 | 15                | —                 | —             | —      |
| 1963 | La Mamma - Lançamento: dezembro de 1963 - Editora/Nº cat.: Barclay Records 80211 - Formatos: LP de 10"                                                                                   | 10                | —                 | —             | —      |
| 1963 | Charles Aznavour, Vol. 1 (ou Réenregistrement, Vol. 1) [regravações] - Lançamento: dezembro de 1963 - Editora/Nº cat.: Barclay Records 33 FSX 151 - Formatos: LP de 12"                  | 10                | —                 | —             | —      |
| 1964 | Charles Aznavour, Vol. 2 (ou Réenregistrement, Vol. 2) [regravações] - Lançamento: 10 de março de 1964 - Editora/Nº cat.: Barclay Records 33 FSX 152 - Formatos: LP de 12"               | 10                | —                 | —             | —      |
| 1964 | Charles Aznavour, Vol. 3 (ou Réenregistrement, Vol. 3) [regravações] - Lançamento: 10 de março de 1964 - Editora/Nº cat.: Barclay Records 33 FSX 153 - Formatos: LP de 12"               | 10                | —                 | —             | —      |
| 1964 | Charles Aznavour accompagné par Paul Mauriat et son orchestre (ou Que c'est triste Venise) - Lançamento: novembro de 1964 - Editora/Nº cat.: Barclay Records 80241 - Formatos: LP de 12" | —                 | —                 | —             | —      |
| 1965 | Aznavour 65 - Lançamento: abril de 1965 - Editora/Nº cat.: Barclay Records 80255 - Formatos: LP de 12"                                                                                   | 10                | —                 | —             | —      |
| 1966 | Charles Aznavour (ou La bohème) - Lançamento: 1º de março de 1966 - Editora/Nº cat.: Barclay Records 80 296 - Formatos: LP de 12"                                                        | 10                | —                 | —             | —      |
| 1966 | De t'avoir aimée... - Lançamento: 15 de novembro de 1966 - Editora/Nº cat.: Barclay Records 80 335 - Formatos: LP de 12"                                                                 | 10                | —                 | —             | —      |
| 1967 | Entre deux rêves - Lançamento: junho de 1967 - Editora/Nº cat.: Barclay Records 80 355 - Formatos: LP de 12"                                                                             | 10                | —                 | —             | —      |
| 1968 | Face au public [ao vivo] - Lançamento: abril de 1968 - Editora/Nº cat.: Barclay Records 80 361 - Formatos: LP de 12"                                                                     | 2                 | —                 | —             | —      |
| 1969 | Désormais... - Lançamento: novembro de 1969 - Editora/Nº cat.: Barclay Records 80 398 - Formatos: LP de 12"                                                                              | —                 | —                 | —             | —      |
| 1971 | Aznavour sings Aznavour [em inglês] - Lançamento: janeiro de 1971 - Editora/Nº cat.: Barclay Records 80 415 - Formatos: LP de 12"                                                        | —                 | —                 | —             | —      |
| 1971 | Aznavour sings Aznavour, vol. 2 [em inglês] - Lançamento: fevereiro de 1971 - Editora/Nº cat.: Barclay Records 80 418 - Formatos: LP de 12"                                              | —                 | —                 | —             | —      |
| 1971 | Non je n'ai rien oublié - Lançamento: março de 1971 - Editora/Nº cat.: Barclay Records 80 422 - Formatos: LP de 12"                                                                      | 2                 | —                 | —             | —      |
| 1972 | Idiote... je t'aime - Lançamento: junho de 1972 - Editora/Nº cat.: Barclay Records 80 458 - Formatos: LP de 12"                                                                          | 2                 | —                 | —             | —      |
| 1972 | Aznavour sings Aznavour, Vol. 3 [em inglês] - Lançamento: novembro de 1972 - Editora/Nº cat.: Barclay Records 80 472 - Formatos: LP de 12"                                               | —                 | —                 | —             | —      |
| 1973 | Aznavour chez lui, à Paris [ao vivo] - Lançamento: janeiro de 1973 - Editora/Nº cat.: Barclay Records 80 475 / 80 476 - Formatos: 2xLP de 12"                                            | 2                 | —                 | —             | —      |
| 1973 | Raconte aux enfants... Le géant egoïste [narração] - Lançamento: dezembro de 1973 - Editora/Nº cat.: Barclay Records 80 510 - Formatos: LP de 12"                                        | —                 | —                 | —             | —      |
| 1974 | A tapestry of dreams [em inglês] - Lançamento: setembro de 1974 - Editora/Nº cat.: Barclay Records 90 003 - Formatos: LP de 12"                                                          | —                 | —                 | —             | —      |
| 1974 | Visages de l'amour - Lançamento: dezembro de 1974 - Editora/Nº cat.: Barclay Records 90 010 - Formatos: LP de 12"                                                                        | 10                | —                 | —             | —      |
| 1975 | I sing for... you [em inglês] - Lançamento: maio de 1975 - Editora/Nº cat.: Barclay Records 90 029 - Formatos: LP de 12"                                                                 | —                 | —                 | —             | —      |
| 1975 | Hier... encore [regravações] - Lançamento: novembro de 1975 - Editora/Nº cat.: Barclay Records 90 039 - Formatos: LP de 12"                                                              | —                 | —                 | —             | —      |

(em construção)

### EP
| Ano  | Detalhes | Tipo        | Melhores posições | Melhores posições | Álbum original                                                | Certificações |
| Ano  | Detalhes | Tipo        | FRA               | BE-WAL            | Álbum original                                                | Certificações |
| ---- | --- | ----------- | ----------------- | ----------------- | ------------------------------------------------------------- | ------------- |
| 1954 | 1 "Moi j'fais mon rond" / "Viens au creux de mon épaule" "Parce que" / "Ah !" - Lançamento: outubro de 1954 - Editora/Nº cat.: Ducretet-Thomson 460 V 013                                                                                          | 45 RPM (7") | —                 | —                 | —                                                             | —             |
| 1955 | 2 "Je t'aime comme ça" / "À t'regarder" "Ça !" / "Toi" - Lançamento: abril de 1955 - Editora/Nº cat.: Ducretet-Thomson 460 V 043 | 45 RPM (7") | —                 | —                 | Charles Aznavour chante Charles Aznavour, Vol. 2              | —             |
| 1956 | 3 "Terre nouvelle" / "Le palais de nos chimères" "Sur ma vie" / "Après l'amour" - Editora/Nº cat.: Ducretet-Thomson 460 V 110 | 45 RPM (7") | —                 | —                 | —                                                             | —             |
| 1956 | 4 "Le chemin de l'éternité" / "Je cherche mon amour" "Prends garde" / "Une enfant" - Lançamento: janeiro de 1956 - Editora/Nº cat.: Ducretet-Thomson 460 V 154                                                                                     | 45 RPM (7") | —                 | —                 | Charles Aznavour chante Charles Aznavour, Vol. 3              | —             |
| 1956 | 5 "On ne sait jamais" / "J'entends ta voix" "Vivre avec toi" / " J'aime Paris au mois de mai" - Lançamento: 3 de maio de 1956 - Editora/Nº cat.: Ducretet-Thomson 460 V 171                                                                        | 45 RPM (7") | —                 | 23 — 23           | Charles Aznavour chante Charles Aznavour, Vol. 3              | —             |
| 1956 | Interdit aux moins de 16 ans "Après l'amour" / "Je veux te dire adieu" "Prends garde" / "L'amour à fleur de coeur" - Lançamento: junho de 1956 - Editora/Nº cat.: Ducretet-Thomson 460 V 172                                                       | 45 RPM (7") | —                 | —                 | Charles Aznavour chante Charles Aznavour, Vol. 3              | —             |
| 1956 | Charles Aznavour se souvient... de Roche et Aznavour "J'ai bu" / "Tant de monnaie" "Le feutre taupé" / "Il pleut" - Lançamento: junho de 1956 - Editora/Nº cat.: Ducretet-Thomson 460 V 175                                                        | 45 RPM (7") | —                 | —                 | —                                                             | —             |
| 1956 | Édition spéciale "Merci mon Dieu" / "L'amour a fait de moi" "Sa jeunesse" / "Sur la table" - Lançamento: novembro de 1956 - Editora/Nº cat.: Ducretet-Thomson 460 V 260                                                                            | 45 RPM (7") | —                 | Tip — Tip         | Bravos du music-hall à Charles Aznavour                       | —             |
| 1957 | Charles Aznavour "Ay ! Mourir pour toi !" / "Perdu" "Pour faire une jam" / "Il y avait trois jeunes garçons" - Lançamento: novembro de 1957 - Editora/Nº cat.: Ducretet-Thomson 460 V 348                                                          | 45 RPM (7") | 20                | Tip — Tip —       | Bravos du music-hall à Charles Aznavour                       | —             |
| 1957 | Dans la ville "La ville" "Si je n'avais plus" / "C'est merveilleux l'amour" - Lançamento: novembro de 1957 - Editora/Nº cat.: Ducretet-Thomson 460 V 349                                                                                           | 45 RPM (7") | —                 | 26                | C'est ça                                                      | —             |
| 1958 | À toi mon amour "Quand tu viens chez moi mon coeur" / "Mon amour" "Ton beau visage" / "Je hais les dimanches" - Lançamento: março de 1958 - Editora/Nº cat.: Ducretet-Thomson 460 V 366                                                            | 45 RPM (7") | —                 | Tip — Tip         | C'est ça                                                      | —             |
| 1958 | Juventud divino tesoro "Juventud, divino tesoro (Sa jeunesse)" / "Vivir junto a ti (Vivre avec toi)" "Esto es formidable (Ça !)" / "Mi última hora (Si je n'avais plus)" - Lançamento: abril de 1958 - Editora/Nº cat.: Ducretet-Thomson 460 V 382 | 45 RPM (7") | —                 | —                 | —                                                             | —             |
| 1958 | Mon coeur à nu "Je te donnerai" / "Ce sacré piano" "Je ne peux pas rentrer chez moi" / "C'est ça" - Lançamento: setembro de 1958 - Editora/Nº cat.: Ducretet-Thomson 460 V 424                                                                     | 45 RPM (7") | —                 | Tip —             | —                                                             | —             |
| 1958 | Spécial 59 "De ville en ville" / "Ma main a besoin de ta main" "À tout jamais" / "Donne, donne-moi ton coeur" - Lançamento: outubro de 1958 - Editora/Nº cat.: Ducretet-Thomson 460 V 428                                                          | 45 RPM (7") | —                 | Tip — Tip         | —                                                             | —             |
| 1959 | Charles Aznavour "J'en déduis que je t'aime" / "Mon amour, protège-moi" "Gosse de Paris" / "Tant que l'on s'aimera" - Lançamento: julho de 1959 - Editora/Nº cat.: Ducretet-Thomson 460 V 457                                                      | 45 RPM (7") | —                 | Tip — Tip —       | —                                                             | —             |
| 1960 | Charles Aznavour "Quand tu vas revenir" / "Dis-moi" "Tu étais trop jolie" / "Liberté" - Lançamento: abril de 1960 - Editora/Nº cat.: Ducretet-Thomson 460 V 470                                                                                    | 45 RPM (7") | —                 | Tip               | —                                                             | —             |
| 1960 | Tu t'laisses aller "Tu t'laisses aller" / "J'ai perdu la tête" "Plus heureux que moi" / "La nuit" - Lançamento: maio de 1960 - Editora/Nº cat.: Barclay 70315                                                                                      | 45 RPM (7") | —                 | —                 | Charles Aznavour (Les deux guitares)                          | —             |
| 1960 | Les deux guitares "Les deux guitares" / "Ce jour tant attendu" "Rendez-vous à Brasilia" / "Fraternité" - Lançamento: maio de 1960 - Editora/Nº cat.: Barclay 70316                                                                                 | 45 RPM (7") | 91                | 42                | Charles Aznavour (Les deux guitares)                          | —             |
| 1960 | L'amour et la guerre "L'amour et la guerre" / "Prends le chorus" "L'enfant prodigue" / "Monsieur est mort" - Lançamento: outubro de 1960 - Editora/Nº cat.: Barclay 70342                                                                          | 45 RPM (7") | —                 | Tip — Tip         | Charles Aznavour (Je m'voyais Déjà)                           | —             |
| 1960 | Je m'voyais déjà "Je m'voyais déjà" / "Quand tu m'embrasses" "Comme des étrangers" / "Tu vis ta vie mon coeur" - Lançamento: dezembro de 1960 - Editora/Nº cat.: Barclay 70342                                                                     | 45 RPM (7") | —                 | 4 — 4 —           | Charles Aznavour (Je m'voyais Déjà)                           | —             |
| 1961 | Il faut savoir "Il faut savoir" / "Avec ces yeux-là !..." "Le carillonneur" / "La marche des anges" - Lançamento: julho de 1961 - Editora/Nº cat.: Barclay 70388                                                                                   | 45 RPM (7") | —                 | 3 — 3             | Charles Aznavour (Il faut savoir)                             | —             |
| 1961 | J'ai tort "J'ai tort" / "Voilà que ça recommence" "Esperanza" / "Lucie" - Lançamento: dezembro de 1961 - Editora/Nº cat.: Barclay 70411 | 45 RPM (7") | —                 | 14 — 14           | Charles Aznavour (Il faut savoir)                             | —             |
| 1961 | Noël "Noël des mages" / "Douce nuit" "Noël-carillon" / "Dors, ma colombe" - Lançamento: dezembro de 1961 - Editora/Nº cat.: Barclay 70415 | 45 RPM (7") | —                 | Tip               | —                                                             | —             |
| 1962 | Alleluia "Alleluia" / "Les petits matins" "L'amour c'est comme un jour" / "Trousse-chemise" - Lançamento: maio de 1962 - Editora/Nº cat.: Barclay 70435                                                                                            | 45 RPM (7") | —                 | 10 — 10           | Charles Aznavour accompagné par Burt Random et Paul Mauriat   | —             |
| 1962 | Les comédiens "Les comédiens" / "Au rythme de mon coeur" "Tu n'as plus" / "Notre amour nous ressemble" - Lançamento: 15 de setembro de 1962 - Editora/Nº cat.: Barclay 70468                                                                       | 45 RPM (7") | —                 | —                 | Charles Aznavour accompagné par Burt Random et Paul Mauriat   | —             |
| 1963 | Je t'attends "Je t'attends" / "Dors" "Les deux pigeons" / "Ô! toi la vie" - Lançamento: março de 1963 - Editora/Nº cat.: Barclay 70517 | 45 RPM (7") | —                 | —                 | Qui ?                                                         | —             |
| 1963 | Chansons à la une "L'amour à fleur de coeur" / "Rentre chez toi et pleure" "Sa jeunesse... entre ses mains" / "Jezebel" - Lançamento: 28 de março de 1963 - Editora/Nº cat.: Columbia/EMI Pathé Marconi ESRF 1386                                  | 45 RPM (7") | —                 | —                 | Charles Aznavour, Vol. 1 (Réenregistrement)                   | —             |
| 1963 | For me... Formidable "For me... Formidable" / "Tu exagères" "Bon anniversaire" / "Il viendra ce jour" - Lançamento: 1º de abril de 1963 - Editora/Nº cat.: Barclay 70518                                                                           | 45 RPM (7") | —                 | 20 — 20 —         | Qui ?                                                         | —             |
| 1963 | Trop tard "Trop tard" / "Au clair de mon âme" "Donne tes seize ans" / "Qui ?" - Lançamento: 15 de maio de 1963 - Editora/Nº cat.: Barclay 70519 | 45 RPM (7") | —                 | 21 — 20 —         | Qui ?                                                         | —             |
| 1963 | Sylvie "Sylvie" / "Les aventuriers" "La mamma" / "Ne dis rien" - Lançamento: 18 de novembro de 1963 - Editora/Nº cat.: Barclay 70591 | 45 RPM (7") | —                 | —                 | La mamma                                                      | —             |
| 1964 | Et pourtant "Et pourtant" / "Le temps des caresses" "Si tu m'emportes" / "Tu veux" - Lançamento: janeiro de 1964 - Editora/Nº cat.: Barclay 70604                                                                                                  | 45 RPM (7") | —                 | —                 | La mamma                                                      | —             |
| 1964 | La mamma [em italiano] "La mamma" [em italiano] / "Devi sapere (Il faut savoir)" "Dammi i tuoi 16 anni (Donne tes 16 ans)" / "L'amore è come un giorno (L'amour c'est comme un jour)" - Lançamento: março de 1964 - Editora/Nº cat.: Barclay 70645 | 45 RPM (7") | —                 | —                 | —                                                             | —             |
| 1964 | J'aime Paris au moi de mai "J'aime Paris au moi de mai" / "Après l'amour" "Parce que" / "Ce sacré piano" - Lançamento: junho de 1964 - Editora/Nº cat.: Columbia/EMI Pathé Marconi ESRF 1541                                                       | 45 RPM (7") | —                 | —                 | Charles Aznavour, Vol. 2 (Réenregistrement)                   | —             |
| 1964 | Que c'est triste Venise "Que c'est triste Venise" / "Hier encore" "À ma fille" / "Quand j'en aurai assez" - Lançamento: julho de 1964 - Editora/Nº cat.: Barclay 70681                                                                             | 45 RPM (7") | —                 | 2 —               | Charles Aznavour accompagné par Paul Mauriat et son orchestre | —             |
| 1964 | Le toréador "Le toréador" / "Que Dieu me garde" "Reste" / "Les filles d'aujourd'hui" - Lançamento: dezembro de 1964 - Editora/Nº cat.: Barclay 70703                                                                                               | 45 RPM (7") | —                 | —                 | Aznavour 65                                                   | —             |
| 1964 | Le temps "Le temps" / "Tu t'amuses" "Avec" / "Il te suffisait que je t'aime" - Lançamento: dezembro de 1964 - Editora/Nº cat.: Barclay 70704 | 45 RPM (7") | —                 | 45 — 45           | Charles Aznavour accompagné par Paul Mauriat et son orchestre | —             |
| 1965 | Le monde est sous nos pas "Le monde est sous nos pas" / "Isabelle" "Je te réchaufferai" / "C'est fini" - Lançamento: abril de 1965 - Editora/Nº cat.: Barclay 70781                                                                                | 45 RPM (7") | —                 | 49                | Aznavour 65                                                   | —             |
| 1965 | Monsieur Carnaval "La bohème" / "Aime-moi" "Quelque chose ou quelqu'un" / "Ça vient sans qu'on y pense" - Lançamento: 30 de novembro de 1965 - Editora/Nº cat.: Barclay 70862                                                                      | 45 RPM (7") | —                 | —                 | Charles Aznavour (La bohème)                                  | —             |
| 1965 | La bohème "La bohème" "Plus rien" / "Et je vais" - Lançamento: dezembro de 1965 - Editora/Nº cat.: Barclay 70879 | 45 RPM (7") | —                 | —                 | Charles Aznavour (La bohème)                                  | —             |
| 1965 | Le crocodile majuscule [narração] "Le crocodile majuscule" [1ère partie] "Le crocodile majuscule" [2ème partie] - Lançamento: dezembro de 1965 - Editora/Nº cat.: Barclay 70895                                                                    | 45 RPM (7") | —                 | —                 | —                                                             | —             |
| 1966 | Charles Aznavour chante Paris au moi d'août "Paris au moi d'août" / "Sur le chemin du retour" "Il fallait bien" / "Parce que tu crois" - Lançamento: fevereiro de 1966 - Editora/Nº cat.: Barclay 70929                                            | 45 RPM (7") | —                 | 43                | Charles Aznavour (La bohème)                                  | —             |
| 1966 | Je l'aimerai toujours "Je l'aimerai toujours" / "Plus rien" "Et moi dans mon coin" / "Je reviendrai de loin" - Lançamento: setembro de 1966 - Editora/Nº cat.: Barclay 71046                                                                       | 45 RPM (7") | —                 | 46 — 46 —         | De t'avoir aimée                                              | —             |
| 1966 | Les enfants de la guerre "Les enfants de la guerre" / "Pour essayer de faire une chanson" "Ma mie" / "De t'avoir aimée" - Lançamento: novembro de 1966 - Editora/Nº cat.: Barclay 71075                                                            | 45 RPM (7") | —                 | 43 — 43           | De t'avoir aimée                                              | —             |
| 1967 | Il te faudra bien revenir "Il te faudra bien revenir" / "Entre nous" "Je reviens Fanny" / "Les bons moments" - Lançamento: abril de 1967 - Editora/Nº cat.: Barclay 71147                                                                          | 45 RPM (7") | —                 | 45 — 45           | Entre deux rêves                                              | —             |
| 1967 | Yerushalaïm "Yerushalaïm" / "Un jour" "Éteins la lumière" / "Tu étais toi" - Lançamento: outubro de 1967 - Editora/Nº cat.: Barclay 71203 | 45 RPM (7") | —                 | 34 — 34 —         | Entre deux rêves                                              | —             |
| 1968 | Caroline "Caroline" / "J'aimerai" "Emmenez-moi" / "Au voleur !" - Lançamento: janeiro de 1968 - Editora/Nº cat.: Barclay 71237 | 45 RPM (7") | —                 | —                 | —                                                             | —             |
| 1968 | Le cabotin "Le cabotin" "Comme une maladie" / "Tout s'en va" - Lançamento: 15 de março de 1968 - Editora/Nº cat.: Barclay 71242 | 45 RPM (7") | —                 | 36 — 36           | —                                                             | —             |
| 1969 | Le palais de nos chimères "Si j'avais un piano" / "Ma main a besoin de ta main" "Le palais de nos chimères" / "Je te donnerai" - Lançamento: 20 de janeiro de 1969 - Editora/Nº cat.: Columbia/EMI Pathé Marconi ESRF 1929                         | 45 RPM (7") | —                 | 43                | —                                                             | —             |
| 1969 | Quand et puis pourquoi "Quand et puis pourquoi" / "S'il y avait une autre toi" "Marie l'orpheline" / "Comme l'eau, le feu, le vent" - Lançamento: setembro de 1969 - Editora/Nº cat.: Barclay 71363                                                | 45 RPM (7") | —                 | —                 | Désormais                                                     | —             |
| 1969 | Non identifié "Non identifié" / "Les faux" "Alors je dérive" / "Y'avait donc pas de quoi (en faire une chanson)" - Lançamento: dezembro de 1969 - Editora/Nº cat.: Barclay 71389                                                                   | 45 RPM (7") | —                 | 43                | —                                                             | —             |
| 1970 | Les jours heureux "Les jours heureux" "Le temps des loups" / "Avec toi" - Lançamento: maio de 1970 - Editora/Nº cat.: Barclay 71418 | 45 RPM (7") | —                 | —                 | —                                                             | —             |

### Singles(ou Compactos)
| Ano  | Detalhes | Tipo            | Melhores posições | Melhores posições | Álbum original                                                                  | Certificações |
| Ano  | Detalhes | Tipo            | FRA               | BE-WAL            | Álbum original                                                                  | Certificações |
| ---- | --- | --------------- | ----------------- | ----------------- | ------------------------------------------------------------------------------- | ------------- |
| 1948 | "Voyez, c'est le printemps" (Roche et Aznavour) "J'ai bu" - Editora/Nº cat.: Polydor 560.071                                                                                          | 78 RPM (10")    | —                 | —                 | —                                                                               | —             |
| 1948 | "Le feutre taupé" (Roche et Aznavour) "Départ-express" - Lançamento: junho de 1948 - Editora/Nº cat.: Polydor 560.072                                                                 | 78 RPM (10")    | —                 | —                 | —                                                                               | —             |
| 1948 | "Tant de monnaie" (Roche et Aznavour) "Je n'ai qu'un sou" - Editora/Nº cat.: Polydor 560.077                                                                                          | 78 RPM (10")    | —                 | —                 | —                                                                               | —             |
| 1948 | "Je suis amoureux" (Roche et Aznavour) "Boule de Gomme" - Editora/Nº cat.: Polydor 560.078                                                                                            | 78 RPM (10")    | —                 | —                 | —                                                                               | —             |
| 1949 | "Les cris de ma ville" (Roche et Aznavour) "Retour" - Editora/Nº cat.: London Records 25.013 ()                                                                                       | 78 RPM (10")    | —                 | —                 | —                                                                               | —             |
| 1949 | "En revenant de Québec" (Roche et Aznavour) "Il pleut" - Editora/Nº cat.: London Records 25.016 ()                                                                                    | 78 RPM (10")    | —                 | —                 | —                                                                               | —             |
| 1952 | "Jezebel" "Poker" - Lançamento: janeiro de 1952 - Editora/Nº cat.: Ducretet-Thomson Y 8400                                                                                            | 78 RPM (10")    | —                 | —                 | Charles Aznavour chante Charles Aznavour                                        | —             |
| 1952 | "Plus bleu que tes yeux" "Oublie Loulou" - Editora/Nº cat.: Ducretet-Thomson Y 8???                                                                                                   | 78 RPM (10")    | —                 | —                 | Charles Aznavour chante Charles Aznavour                                        | —             |
| 1952 | "Quand elle chante" "Si j'avais un piano" - Editora/Nº cat.: Ducretet-Thomson Y 8???                                                                                                  | 78 RPM (10")    | —                 | —                 | Charles Aznavour chante Charles Aznavour                                        | —             |
| 1953 | "Mé-ké" "Viens" - Lançamento: maio de 1953 - Editora/Nº cat.: Ducretet-Thomson Y 8746                                                                                                 | 78 RPM (10")    | — 42              | —                 | Charles Aznavour chante Charles Aznavour                                        | —             |
| 1953 | "Et bâiller et dormir" "Intoxiqué" - Lançamento: junho de 1953 - Editora/Nº cat.: Ducretet-Thomson Y 8826                                                                             | 78 RPM (10")    | —                 | —                 | Charles Aznavour chante Charles Aznavour                                        | —             |
| 1953 | "À propos de pommier" "Couchés dans le foin" - Lançamento: junho de 1953 - Editora/Nº cat.: Ducretet-Thomson Y 8828                                                                   | 78 RPM (10")    | —                 | —                 | —                                                                               | —             |
| 1954 | "Heureux avec des riens" "Quelque part dans la nuit" - Lançamento: 5 de maio de 1954 - Editora/Nº cat.: Ducretet-Thomson 790 V 009                                                    | 78 RPM (10")    | —                 | —                 | Charles Aznavour chante Charles Aznavour, vol. 2                                | —             |
| 1954 | "Monsieur Jonas" "Les chercheurs d'or" - Editora/Nº cat.: Ducretet-Thomson 790 V ???                                                                                                  | 78 RPM (10")    | —                 | —                 | —                                                                               | —             |
| 1954 | "Monsieur Jonas" (re-edição) "Ah!" - Lançamento: maio de 1954 - Editora/Nº cat.: Ducretet-Thomson 790 V 010                                                                           | 78 RPM (10")    | —                 | —                 | —                                                                               | —             |
| 1954 | "Moi j'fais mon rond" "Parce que" - Editora/Nº cat.: Ducretet-Thomson 790 V 063 | 78 RPM (10")    | —                 | —                 | —                                                                               | —             |
| 1954 | "Les chercheurs d'or" "L'émigrant" - Editora/Nº cat.: Ducretet-Thomson 790 V ??? | 78 RPM (10")    | —                 | —                 | Charles Aznavour chante Charles Aznavour, vol. 2                                | —             |
| 1954 | "Je veux te dire adieu" "Viens aux creux de mon épaule" - Editora/Nº cat.: Ducretet-Thomson 790 V 102                                                                                 | 78 RPM (10")    | 18                | —                 | Charles Aznavour chante Charles Aznavour, vol. 2                                | —             |
| 1954 | "Je t'aime comme ça" (78 RPM) "À te regarder" - Lançamento: dezembro de 1954 - Editora/Nº cat.: Ducretet-Thomson 790 V 199                                                            | 78 RPM (10")    | —                 | —                 | Charles Aznavour chante Charles Aznavour, vol. 2                                | —             |
| 1954 | "Poker" "Monsieur Jonas" - Editora/Nº cat.: Ducretet-Thomson 500 V 020 | 45 RPM (7")     | —                 | —                 | Charles Aznavour chante Charles Aznavour                                        | —             |
| 1955 | "Je t'aime comme ça" (45 RPM) "À te regarder" - Editora/Nº cat.: Ducretet-Thomson 500 V 054                                                                                           | 45 RPM (7")     | —                 | —                 | Charles Aznavour chante Charles Aznavour, vol. 2                                | —             |
| 1955 | "Toi" "Ça" - Editora/Nº cat.: Ducretet-Thomson 500 V 055 | 45 RPM (7")     | —                 | —                 | Charles Aznavour chante Charles Aznavour, vol. 2                                | —             |
| 1955 | "La bagarre!..." (78 e 45 RPM) "Je voudrais" - Lançamento: março de 1955 - Editora/Nº cat.: Ducretet-Thomson 790 V 214 (78 RPM) / 500 V 073 (45 RPM)                                  | 78 RPM / 45 RPM | —                 | —                 | —                                                                               | —             |
| 1955 | "Viens au creux de mon épaule" "Parce que" - Lançamento: abril de 1955 - Editora/Nº cat.: Ducretet-Thomson 500 V 109                                                                  | 45 RPM (7")     | 10                | —                 | Charles Aznavour chante Charles Aznavour, vol. 2                                | —             |
| 1955 | "Je t'aime comme ça" / "À te regarder" / "Toi" (extraits) - Editora/Nº cat.: Ducretet-Thomson AZN-I-P                                                                                 | 78 RPM (6")     | —                 | —                 | Charles Aznavour chante Charles Aznavour, vol. 2                                | —             |
| 1955 | "Terre nouvelle" "Le palais de nos chimères" - Lançamento: julho de 1955 - Editora/Nº cat.: Ducretet-Thomson 500 V 145                                                                | 45 RPM (7")     | —                 | —                 | —                                                                               | —             |
| 1955 | "Sur ma vie" "Après l'amour" - Lançamento: julho de 1955 - Editora/Nº cat.: Ducretet-Thomson 500 V 146                                                                                | 45 RPM (7")     | —                 | —                 | Charles Aznavour chante Charles Aznavour, vol. 3                                | —             |
| 1955 | "Rentre chez toi e pleure" (não lançado) "Je cherche mon amour" - Lançamento: agosto de 1955 (não lançado) - Editora/Nº cat.: Ducretet-Thomson 500 V 147                              | 45 RPM (7")     | —                 | —                 | —                                                                               | —             |
| 1955 | "Le chemin de l'éternité" "Je cherche mon amour" - Lançamento: dezembro de 1955 - Editora/Nº cat.: Ducretet-Thomson 500 V 177                                                         | 45 RPM (7")     | —                 | —                 | Charles Aznavour chante Charles Aznavour, vol. 3                                | —             |
| 1955 | "Prends garde" "Je cherche mon amour" - Lançamento: dezembro de 1955 - Editora/Nº cat.: Ducretet-Thomson 500 V 178                                                                    | 45 RPM (7")     | —                 | —                 | Charles Aznavour chante Charles Aznavour, vol. 3                                | —             |
| 1955 | "Sur ma vie" "Le palais de nos chimères" - Lançamento: dezembro de 1955 - Editora/Nº cat.: Ducretet-Thomson 790 V 237                                                                 | 78 RPM (10")    | 4                 | 20                | Charles Aznavour chante Charles Aznavour, vol. 3                                | —             |
| 1956 | "Prends garde" (78 RPM) "Je cherche mon amour" - Lançamento: janeiro de 1956 - Editora/Nº cat.: Ducretet-Thomson 790 V 240                                                            | 78 RPM (10")    | —                 | —                 | Charles Aznavour chante Charles Aznavour, vol. 3                                | —             |
| 1956 | "Sa jeunesse" "L'amour a fait de moi" - Lançamento: fevereiro de 1956 - Editora/Nº cat.: Ducretet-Thomson 500 V 182                                                                   | 45 RPM (7")     | 15                | —                 | Bravos du music-hall à Charles Aznavour                                         | —             |
| 1956 | "On ne sait jamais" "J'entends la voix" - Lançamento: 20 de abril de 1956 - Editora/Nº cat.: Ducretet-Thomson 500 V 190                                                               | 45 RPM (7")     | 27                | —                 | Charles Aznavour chante Charles Aznavour, vol. 3                                | —             |
| 1956 | "Vivre avec toi" "J'aime Paris au mois de mai" - Lançamento: 7 de maio de 1956 - Editora/Nº cat.: Ducretet-Thomson 500 V 191                                                          | 45 RPM (7")     | 9                 | —                 | Charles Aznavour chante Charles Aznavour, vol. 3                                | —             |
| 1957 | "Merci mon Dieu" "L'amour à fleur de coeur" - Lançamento: janeiro de 1957 - Editora/Nº cat.: Ducretet-Thomson 500 V 210                                                               | 45 RPM (7")     | —                 | —                 | Bravos du music-hall à Charles Aznavour                                         | —             |
| 1957 | "Pour faire une jam" "Ay ! Mourir pour toi !" - Lançamento: março de 1957 - Editora/Nº cat.: Ducretet-Thomson 500 V 228                                                               | 45 RPM (7")     | —                 | —                 | Bravos du music-hall à Charles Aznavour                                         | —             |
| 1957 | "Bal du Faubourg" "Sur la table" - Lançamento: dezembro de 1957 - Editora/Nº cat.: Ducretet-Thomson 500 V 254                                                                         | 45 RPM (7")     | —                 | —                 | Bravos du music-hall à Charles Aznavour                                         | —             |
| 1958 | "Si je n'avais plus" "C'est merveilleux l'amour" - Lançamento: 15 de janeiro de 1958 - Editora/Nº cat.: Ducretet-Thomson 500 V 270                                                    | 45 RPM (7")     | 47 66             | Tip               | C'est ça                                                                        | —             |
| 1958 | "La ville" "Ton beau visage" - Lançamento: março de 1958 - Editora/Nº cat.: Ducretet-Thomson 500 V 311                                                                                | 45 RPM (7")     | 9                 | —                 | C'est ça                                                                        | —             |
| 1958 | "Je te donnerai" "Ce sacré piano" - Lançamento: 14 de setembro de 1958 - Editora/Nº cat.: Ducretet-Thomson 500 V 319                                                                  | 45 RPM (7")     | —                 | —                 | —                                                                               | —             |
| 1958 | "Je ne peux pas rentrer chez moi" "C'est ça" - Lançamento: 14 de setembro de 1958 - Editora/Nº cat.: Ducretet-Thomson 500 V 320                                                       | 45 RPM (7")     | —                 | —                 | —                                                                               | —             |
| 1958 | "De ville en ville" "Donne, donne-moi ton coeur" - Lançamento: 1º de novembro de 1958 - Editora/Nº cat.: Ducretet-Thomson 500 V 325                                                   | 45 RPM (7")     | —                 | —                 | —                                                                               | —             |
| 1958 | "À tout jamais" "Ma main a besoin de ta main" - Lançamento: 1º de novembro de 1958 - Editora/Nº cat.: Ducretet-Thomson 500 V 326                                                      | 45 RPM (7")     | —                 | —                 | —                                                                               | —             |
| 1959 | "Couchés dans le foin" "Je hais les dimanches" - Lançamento: janeiro de 1959 - Editora/Nº cat.: Ducretet-Thomson 500 V 332                                                            | 45 RPM (7")     | —                 | —                 | —                                                                               | —             |
| 1959 | "Pourquoi viens-tu si tard ?" "Mon amour" - Lançamento: abril de 1959 - Editora/Nº cat.: Ducretet-Thomson 500 V 366                                                                   | 45 RPM (7")     | —                 | —                 | —                                                                               | —             |
| 1959 | "Quand tu viens chez moi mon coeur" "Il y avait trois jeunes garçons" - Lançamento: julho de 1959 - Editora/Nº cat.: Ducretet-Thomson 500 V 377                                       | 45 RPM (7")     | —                 | —                 | —                                                                               | —             |
| 1959 | "Mon amour protège-moi" "J'en déduis que je t'aime" - Lançamento: setembro de 1959 - Editora/Nº cat.: Ducretet-Thomson 500 V 381                                                      | 45 RPM (7")     | —                 | —                 | —                                                                               | —             |
| 1959 | "Tant que l'on s'aimera" "Gosse de Paris" - Lançamento: setembro de 1959 - Editora/Nº cat.: Ducretet-Thomson 500 V 382                                                                | 45 RPM (7")     | —                 | —                 | —                                                                               | —             |
| 1960 | "Tu étais trop jolie" "Dis-moi" - Lançamento: fevereiro de 1960 - Editora/Nº cat.: Ducretet-Thomson 500 V 423                                                                         | 45 RPM (7")     | —                 | —                 | —                                                                               | —             |
| 1960 | "Liberté" "Quand tu vas revenir" - Lançamento: 10 de abril de 1960 - Editora/Nº cat.: Ducretet-Thomson 500 V 425                                                                      | 45 RPM (7")     | —                 | —                 | —                                                                               | —             |
| 1960 | "Tu t'laisses aller" "J'ai perdu la tête" - Lançamento: maio de 1960 - Editora/Nº cat.: Barclay 60210                                                                                 | 45 RPM (7")     | 5                 | —                 | Charles Aznavour (Les deux guitares)                                            | —             |
| 1960 | "Les deux guitares" "Ce jour tant attendu" - Lançamento: maio de 1960 - Editora/Nº cat.: Barclay 60213                                                                                | 45 RPM (7")     | 91                | —                 | Charles Aznavour (Les deux guitares)                                            | —             |
| 1960 | "Rendez-vous à Brasilia" "Plus heureux que moi" - Lançamento: maio de 1960 - Editora/Nº cat.: Barclay 60???                                                                           | 45 RPM (7")     | —                 | —                 | Charles Aznavour (Les deux guitares)                                            | —             |
| 1960 | "C'n'est pas nécessairement ça" "J'ai des millions de rien du tout" - Lançamento: junho de 1960 - Editora/Nº cat.: Barclay 60215                                                      | 45 RPM (7")     | —                 | —                 | Charles Aznavour (Les deux guitares)                                            | —             |
| 1960 | "Je m'voyais déjà" "Quand tu m'embrasses" - Lançamento: dezembro de 1960 - Editora/Nº cat.: Barclay 60253                                                                             | 45 RPM (7")     | 16                | —                 | Charles Aznavour (Je m'voyais déjà)                                             | —             |
| 1960 | "Comme des étrangers" "Tu vis ta vie mon coeur" - Lançamento: dezembro de 1960 - Editora/Nº cat.: Barclay 60254                                                                       | 45 RPM (7")     | —                 | —                 | Charles Aznavour (Je m'voyais déjà)                                             | —             |
| 1960 | "L'amour et la guerre" "L'enfant prodigue" - Lançamento: dezembro de 1960 - Editora/Nº cat.: Barclay 60???                                                                            | 45 RPM (7")     | —                 | —                 | Charles Aznavour (Je m'voyais déjà)                                             | —             |
| 1960 | "Monsieur est mort" "Prends le chorus" - Lançamento: dezembro de 1960 - Editora/Nº cat.: Barclay 60???                                                                                | 45 RPM (7")     | —                 | —                 | Charles Aznavour (Je m'voyais déjà)                                             | —             |
| 1960 | 12 Décembre: "Je m'voyais déjà" (à l'Alhambra) "L'enfant prodigue" (Paul Mauriat et son orchestre) - Lançamento: dezembro de 1960 - Editora/Nº cat.: Barclay BLY 5536                 | 45 RPM (7")     | —                 | —                 | —                                                                               | —             |
| 1961 | "Il faut savoir" "La marche des anges" - Lançamento: junho de 1961 - Editora/Nº cat.: Barclay 60276                                                                                   | 45 RPM (7")     | 1 3               | —                 | Charles Aznavour (Il faut savoir)                                               | —             |
| 1961 | "Le carrilloneur" "Avec ces yeux-là" - Lançamento: junho de 1961 - Editora/Nº cat.: Barclay 60277                                                                                     | 45 RPM (7")     | —                 | —                 | Charles Aznavour (Il faut savoir)                                               | —             |
| 1961 | "J'ai tort" "Lucie" - Lançamento: agosto de 1961 - Editora/Nº cat.: Barclay 60296 | 45 RPM (7")     | 62                | —                 | Charles Aznavour (Il faut savoir)                                               | —             |
| 1961 | "Voilà que ça recommence" "Ne crois surtout pas" - Lançamento: agosto de 1961 - Editora/Nº cat.: Barclay 60277                                                                        | 45 RPM (7")     | 95                | —                 | Charles Aznavour (Il faut savoir)                                               | —             |
| 1961 | "L'amour et la guerre" (du film "Tu ne tueras point") "L'amour et la guerre" - Lançamento: 1961 (ou 1963, ou 1965?) - Editora/Nº cat.: Barclay 60609                                  | 45 RPM (7")     | —                 | —                 | —                                                                               | —             |
| 1962 | "Esperanza" "Au rythme de mon coeur" - Lançamento: fevereiro de 1962 - Editora/Nº cat.: Barclay 60307                                                                                 | 45 RPM (7")     | 5                 | 3                 | Charles Aznavour accompagné par Burt Random et Paul Mauriat                     | —             |
| 1962 | "Alleluia" "Trousse-chemise" - Lançamento: abril de 1962 - Editora/Nº cat.: Barclay 60317                                                                                             | 45 RPM (7")     | 10 74             | —                 | Charles Aznavour accompagné par Burt Random et Paul Mauriat                     | —             |
| 1962 | "Les petits matins" "L'amour c'est comme un jour" - Lançamento: abril de 1962 - Editora/Nº cat.: Barclay 60318                                                                        | 45 RPM (7")     | — 6               | —                 | Charles Aznavour accompagné par Burt Random et Paul Mauriat                     | —             |
| 1962 | "Les comédiens" "Tu n'as plus" - Lançamento: agosto de 1962 - Editora/Nº cat.: Barclay 60333                                                                                          | 45 RPM (7")     | 4                 | 13                | Charles Aznavour accompagné par Burt Random et Paul Mauriat                     | —             |
| 1963 | "Jezebel" "L'amour à fleur de coeur" - Lançamento: março de 1963 - Editora/Nº cat.: Columbia/EMI Pathé Marconi SCRF 631                                                               | 45 RPM (7")     | —                 | —                 | Charles Aznavour, Vol. 1 (Réenregistrement)                                     | —             |
| 1963 | "Rentre chez toi et pleure" "Sa jeunesse... entre ses mains" - Lançamento: março de 1963 - Editora/Nº cat.: Columbia/EMI Pathé Marconi SCRF 632                                       | 45 RPM (7")     | —                 | —                 | Charles Aznavour, Vol. 1 (Réenregistrement)                                     | —             |
| 1963 | "Trop tard" "Les deux pigeons" - Lançamento: fevereiro de 1963 - Editora/Nº cat.: Barclay 60353                                                                                       | 45 RPM (7")     | 24                | —                 | Qui ?                                                                           | —             |
| 1963 | "For me... formidable" "Donne tes seize ans" - Lançamento: fevereiro de 1963 - Editora/Nº cat.: Barclay 60354                                                                         | 45 RPM (7")     | 22 23             | —                 | Qui ?                                                                           | —             |
| 1963 | "Qui ?" "Je t'attends" - Lançamento: maio de 1963 - Editora/Nº cat.: Barclay 60368 | 45 RPM (7")     | — 25              | 33                | Qui ?                                                                           | —             |
| 1963 | "Tu exagères" "Au clair de mon âme" - Lançamento: agosto de 1963 - Editora/Nº cat.: Barclay 60382                                                                                     | 45 RPM (7")     | —                 | —                 | Qui ?                                                                           | —             |
| 1963 | "Bon anniversaire" "Il viendra ce jour" - Lançamento: agosto de 1963 - Editora/Nº cat.: Barclay 60383                                                                                 | 45 RPM (7")     | —                 | —                 | Qui ?                                                                           | —             |
| 1963 | "Sylvie" "Les aventuriers" - Lançamento: novembro de 1963 - Editora/Nº cat.: Barclay 60431                                                                                            | 45 RPM (7")     | —                 | —                 | La mamma                                                                        | —             |
| 1963 | "La mamma" "Ne dis rien" - Lançamento: novembro de 1963 - Editora/Nº cat.: Barclay 60432                                                                                              | 45 RPM (7")     | 1                 | —                 | La mamma                                                                        | —             |
| 1964 | "Et pourtant" "Tu veux" - Lançamento: janeiro de 1964 - Editora/Nº cat.: Barclay 60438                                                                                                | 45 RPM (7")     | 5                 | —                 | La mamma                                                                        | —             |
| 1964 | "Le temps des caresses" "Si tu m'emportes" - Lançamento: fevereiro de 1964 - Editora/Nº cat.: Barclay 60445                                                                           | 45 RPM (7")     | —                 | —                 | La mamma                                                                        | —             |
| 1964 | "J'en déduis que je t'aime" "J'aime Paris au mois de mai" - Lançamento: março de 1963 - Editora/Nº cat.: Columbia/EMI Pathé Marconi SCRF 766                                          | 45 RPM (7")     | —                 | —                 | Charles Aznavour, Vol. 2 (Réenregistrement)                                     | —             |
| 1964 | "On ne sait jamais" "Ce sacré piano" - Lançamento: junho de 1964 - Editora/Nº cat.: Columbia/EMI Pathé Marconi SCRF 767                                                               | 45 RPM (7")     | —                 | —                 | Charles Aznavour, Vol. 2 (Réenregistrement)                                     | —             |
| 1964 | "Que c'est triste Venise" "Hier encore" - Lançamento: agosto de 1964 - Editora/Nº cat.: Barclay 60500                                                                                 | 45 RPM (7")     | 1 10              | —                 | Charles Aznavour accompagné par Paul Mauriat et son orchestre                   | —             |
| 1964 | "À ma fille" "Quand j'en aurai assez" - Lançamento: agosto de 1964 - Editora/Nº cat.: Barclay 60501                                                                                   | 45 RPM (7")     | —                 | —                 | Charles Aznavour accompagné par Paul Mauriat et son orchestre                   | —             |
| 1964 | "Du lasst dich geh'n (Tu t'laisses aller)" "Ich sah mich als Star (Je m'voyais déjà)" - Lançamento: novembro de 1964 - Editora/Nº cat.: Barclay 60521                                 | 45 RPM (7")     | —                 | —                 | —                                                                               | —             |
| 1964 | "Le temps" "Tu t'amuses" - Lançamento: dezembro de 1964 - Editora/Nº cat.: Barclay 60531                                                                                              | 45 RPM (7")     | 15                | —                 | Charles Aznavour accompagné par Paul Mauriat et son orchestre                   | —             |
| 1964 | "Il te suffisait que je t'aime" "Avec" - Lançamento: dezembro de 1964 - Editora/Nº cat.: Barclay 60532                                                                                | 45 RPM (7")     | — 39              | —                 | Charles Aznavour accompagné par Paul Mauriat et son orchestre                   | —             |
| 1965 | "Le monde est sous nos pas" "Je te réchaufferai" - Lançamento: janeiro de 1965 - Editora/Nº cat.: Barclay 60540                                                                       | 45 RPM (7")     | —                 | — Tip             | Aznavour 65                                                                     | —             |
| 1965 | "Le toréador" "C'est fini" - Lançamento: janeiro de 1965 - Editora/Nº cat.: Barclay 60546                                                                                             | 45 RPM (7")     | 8                 | 20                | Aznavour 65                                                                     | —             |
| 1965 | "Es war nicht so gemeint" (Je t'aime comme ça) "Spiel Zigeuner" (Les deux guitares) - Lançamento: março de 1965 - Editora/Nº cat.: Barclay 60564                                      | 45 RPM (7")     | —                 | —                 | —                                                                               | —             |
| 1965 | "Les filles d'aujourd'hui" "Reste " - Lançamento: abril de 1965 - Editora/Nº cat.: Barclay 60567                                                                                      | 45 RPM (7")     | 67                | 20                | Aznavour 65                                                                     | —             |
| 1965 | "Isabelle" "Que Dieu me garde" - Lançamento: setembro de 1965 - Editora/Nº cat.: Barclay 60591                                                                                        | 45 RPM (7")     | —                 | —                 | Aznavour 65                                                                     | —             |
| 1965 | "Bleib" (Reste) "La mamma" [em alemão] - Lançamento: setembro de 1965 - Editora/Nº cat.: Barclay 60594                                                                                | 45 RPM (7")     | —                 | —                 | —                                                                               | —             |
| 1965 | "L'amour et la guerre (1ère et 2ème partie)" L'amour et la guerre (3ère partie et 4 orchestral) - Lançamento: outubro de 1965 - Editora/Nº cat.: Barclay 60609                        | 45 RPM (7")     | —                 | —                 | —                                                                               | —             |
| 1965 | "La bohème" [lado único] - Lançamento: 30 de novembro de 1965 - Editora/Nº cat.: Barclay 60620                                                                                        | 45 RPM (7")     | —                 | —                 | Charles Aznavour (La bohème)                                                    | —             |
| 1965 | "La bohème" "Quelque chose ou quelqu'un" - Lançamento: dezembro de 1965 - Editora/Nº cat.: Barclay 60621                                                                              | 45 RPM (7")     | 2                 | 9                 | Charles Aznavour (La bohème)                                                    | —             |
| 1966 | "La bohème" "Plus rien" - Lançamento: janeiro de 1966 - Editora/Nº cat.: Barclay 60636                                                                                                | 45 RPM (7")     | —                 | —                 | Charles Aznavour (La bohème)                                                    | —             |
| 1966 | "Paris au moi d'août" "Il fallait bien" - Lançamento: março de 1966 - Editora/Nº cat.: Barclay 60675                                                                                  | 45 RPM (7")     | —                 | —                 | Charles Aznavour (La bohème)                                                    | —             |
| 1966 | "Aime-moi" "Sarah" - Lançamento: agosto de 1966 - Editora/Nº cat.: Barclay 60720 | 45 RPM (7")     | — 49              | —                 | Charles Aznavour (La bohème)                                                    | —             |
| 1966 | "Et moi dans mon coin" "Plus Rien" - Lançamento: agosto de 1966 - Editora/Nº cat.: Barclay 60726                                                                                      | 45 RPM (7")     | 35                | —                 | De t'avoir aimée...                                                             | —             |
| 1966 | "Les enfants de la guerre" "Pour essayer de faire une chanson" - Lançamento: novembro de 1966 - Editora/Nº cat.: Barclay 60750                                                        | 45 RPM (7")     | 38                | —                 | De t'avoir aimée...                                                             | —             |
| 1966 | "Ma mie" "De t'avoir aimée" - Lançamento: novembro de 1966 - Editora/Nº cat.: Barclay 60751                                                                                           | 45 RPM (7")     | —                 | —                 | De t'avoir aimée...                                                             | —             |
| 1967 | "Les bons moments" "Je l'aimerai toujours" - Lançamento: fevereiro de 1967 - Editora/Nº cat.: Barclay 60794                                                                           | 45 RPM (7")     | — 19              | —                 | De t'avoir aimée...                                                             | —             |
| 1967 | "Il te faudra bien revenir" "Je reviens Fanny" - Lançamento: abril de 1967 - Editora/Nº cat.: Barclay 60820                                                                           | 45 RPM (7")     | —                 | —                 | Entre deux rêves                                                                | —             |
| 1967 | "Yerushalaïm" "Éteins la lumière" - Lançamento: outubro de 1967 - Editora/Nº cat.: Barclay 60861                                                                                      | 45 RPM (7")     | —                 | —                 | Entre deux rêves                                                                | —             |
| 1968 | "Emmenez-moi" "Caroline" - Lançamento: fevereiro de 1968 - Editora/Nº cat.: Barclay 60879                                                                                             | 45 RPM (7")     | 4                 | 22                | Entre deux rêves                                                                | —             |
| 1968 | "Le cabotin" "Comme une maladie" - Lançamento: maio de 1968 - Editora/Nº cat.: Barclay 60913                                                                                          | 45 RPM (7")     | 35                | —                 | —                                                                               | —             |
| 1968 | "Au nom de la jeunesse" "On a toujours le temps" - Lançamento: setembro de 1968 - Editora/Nº cat.: Barclay 60957                                                                      | 45 RPM (7")     | 84                | Tip               | Désormais...                                                                    | —             |
| 1969 | "La lumière" "Désormais" - Lançamento: janeiro de 1969 - Editora/Nº cat.: Barclay 61014                                                                                               | 45 RPM (7")     | — 12              | — 13              | Désormais...                                                                    | —             |
| 1969 | "Je n'oublierai jamais" "L'amour" - Lançamento: janeiro de 1969 - Editora/Nº cat.: Barclay 61015                                                                                      | 45 RPM (7")     | —                 | —                 | Désormais...                                                                    | —             |
| 1969 | "Quand et puis pourquoi" "Marie l'orpheline" - Lançamento: setembro de 1969 - Editora/Nº cat.: Barclay 61120                                                                          | 45 RPM (7")     | 25                | —                 | Désormais...                                                                    | —             |
| 1969 | "Non identifié" "Alors, je dérive" - Lançamento: dezembro de 1969 - Editora/Nº cat.: Barclay 61165                                                                                    | 45 RPM (7")     | —                 | —                 | —                                                                               | —             |
| 1970 | "Yesterday, when I was young (Hier encore)" "All those pretty girls (Jolie mômes de mon quartier)" - Lançamento: fevereiro de 1970 - Editora/Nº cat.: Barclay 61204                   | 45 RPM (7")     | —                 | —                 | Aznavour sings Aznavour                                                         | —             |
| 1970 | "Le temps des loups" "Avec toi" - Lançamento: maio de 1970 - Editora/Nº cat.: Barclay 61256                                                                                           | 45 RPM (7")     | —                 | 40                | —                                                                               | —             |
| 1971 | "Non, je n'ai rien oublié" "Mourir d'aimer" - Lançamento: janeiro de 1971 - Editora/Nº cat.: Barclay 61401                                                                            | 45 RPM (7")     | 26 19             | 12                | Non, je n'ai rien oublié                                                        | —             |
| 1971 | "Mourir d'aimer" [PROMO] "Mourir d'aimer" - Lançamento: janeiro de 1971 - Editora/Nº cat.: Barclay 61409                                                                              | 45 RPM (7")     | —                 | —                 | Non, je n'ai rien oublié                                                        | —             |
| 1971 | "À t'regarder" "Je t'aime comme ça" - Lançamento: maio de 1971 - Editora/Nº cat.: Columbia/EMI Pathé Marconi SP 87                                                                    | 45 RPM (7")     | —                 | —                 | —                                                                               | —             |
| 1972 | "Isabelle" "L'amour c'est comme un jour" - Lançamento: janeiro de 1972 - Editora/Nº cat.: Barclay 61534                                                                               | 45 RPM (7")     | —                 | —                 | Aznavour 65 / Alleluia                                                          | —             |
| 1972 | "To die of love (Mourir d'aimer)" "For me... formidable" [em inglês] - Lançamento: fevereiro de 1972 - Editora/Nº cat.: Barclay 61553                                                 | 45 RPM (7")     | —                 | —                 | Aznavour sings Aznavour, vol. 3                                                 | —             |
| 1972 | "Les plaisirs démodés" "Me voilà seul" - Lançamento: março de 1972 - Editora/Nº cat.: Barclay 61569                                                                                   | 45 RPM (7")     | 11                | 3                 | Idiote... je t'aime                                                             | —             |
| 1972 | "Les plaisirs démodés" [Version écourtée Radio] [PROMO] Les plaisirs démodés" [Version écourtée Radio] - Lançamento: junho de 1972 - Editora/Nº cat.: Barclay 61593                   | 45 RPM (7")     | —                 | —                 | Idiote... je t'aime                                                             | —             |
| 1972 | "Idiote... je t'aime" "Comme ils disent" - Lançamento: setembro de 1972 - Editora/Nº cat.: Barclay 61620                                                                              | 45 RPM (7")     | —                 | —                 | Idiote... je t'aime                                                             | —             |
| 1972 | "Comme ils disent" "On se réveillera" - Lançamento: novembro de 1972 - Editora/Nº cat.: Barclay 61668                                                                                 | 45 RPM (7")     | 1                 | 14                | Idiote... je t'aime                                                             | —             |
| 1972 | "Tanz' Wange an Wange mit mir (Les plaisirs démodés) "Wie sie sagen" - Lançamento: dezembro de 1972 - Editora/Nº cat.: Barclay 61678                                                  | 45 RPM (7")     | —                 | —                 | —                                                                               | —             |
| 1973 | "Tu t'laisses aller" "Les deux guitares" - Lançamento: março de 1973 - Editora/Nº cat.: Barclay 61723                                                                                 | 45 RPM (7")     | —                 | —                 | Charles Aznavour (Les deux guitares)                                            | —             |
| 1973 | "Je m'voyais déjà" "Trousse-chemise" - Lançamento: março de 1973 - Editora/Nº cat.: Barclay 61724                                                                                     | 45 RPM (7")     | —                 | —                 | Charles Aznavour (Je m'voyais déjà) / Charles Aznavour accompagné... (Alleluia) | —             |
| 1973 | "Il faut savoir" "Les comédiens" - Lançamento: março de 1973 - Editora/Nº cat.: Barclay 61725                                                                                         | 45 RPM (7")     | —                 | —                 | Charles Aznavour (Il faut savoir) / Charles Aznavour accompagné... (Alleluia)   | —             |
| 1973 | "Hier encore" "For me... formidable" - Lançamento: março de 1973 - Editora/Nº cat.: Barclay 61726                                                                                     | 45 RPM (7")     | —                 | —                 | Charles Aznavour accompagné... (Que c'est triste Venise) / Qui ?                | —             |
| 1973 | "La mamma" "Qui ?" - Lançamento: março de 1973 - Editora/Nº cat.: Barclay 61727 | 45 RPM (7")     | —                 | —                 | La mamma / Qui ?                                                                | —             |
| 1973 | "Que c'est triste Venise" "Et pourtant" - Lançamento: março de 1973 - Editora/Nº cat.: Barclay 61728                                                                                  | 45 RPM (7")     | —                 | —                 | Charles Aznavour accompagné... (Que c'est triste Venise) / La mamma             | —             |
| 1973 | "La bohème" "Paris au mois d'août" - Lançamento: março de 1973 - Editora/Nº cat.: Barclay 61729                                                                                       | 45 RPM (7")     | —                 | —                 | Charles Aznavour (La bohème)                                                    | —             |
| 1973 | "Le cabotin" "Les enfants de la guerre" - Lançamento: março de 1973 - Editora/Nº cat.: Barclay 61730                                                                                  | 45 RPM (7")     | —                 | —                 | — / De t'avoir aimée...                                                         | —             |
| 1973 | "Désormais" "Quand et puis pourquoi" - Lançamento: março de 1973 - Editora/Nº cat.: Barclay 61731                                                                                     | 45 RPM (7")     | —                 | —                 | Désormais...                                                                    | —             |
| 1973 | "Emmenez-moi" "Et moi dans mon coin" - Lançamento: março de 1973 - Editora/Nº cat.: Barclay 61732                                                                                     | 45 RPM (7")     | —                 | —                 | Entre deux rêves / De t'avoir aimée...                                          | —             |
| 1973 | "The old fashioned way (Les plaisirs démodés)" "What makes a man (Comme ils disent)" - Lançamento: abril de 1973 - Editora/Nº cat.: Barclay 61751                                     | 45 RPM (7")     | —                 | 43                | Aznavour sings Aznavour, vol. 3                                                 | —             |
| 1973 | "Nous irons à Verone" "Un jour ou l'autre" - Lançamento: maio de 1973 - Editora/Nº cat.: Barclay 61775                                                                                | 45 RPM (7")     | 1 38              | 7                 | Visages de l'amour                                                              | —             |
| 1973 | "On n'a plus quinze ans" "Mon amour on se retrouvera" - Lançamento: dezembro de 1973 - Editora/Nº cat.: Barclay 61                                                                    | 45 RPM (7")     | 38                | 37                | Visages de l'amour                                                              | —             |
| 1974 | "La baraka" "Je meurs de toi" - Lançamento: junho de 1974 - Editora/Nº cat.: Barclay 62040                                                                                            | 45 RPM (7")     | 31                | 12                | Visages de l'amour                                                              | —             |
| 1974 | "She (Tous les visages de l'amour)" "La baraka" [em inglês] - Lançamento: agosto de 1974 - Editora/Nº cat.: Barclay 62055                                                             | 45 RPM (7")     | 42                | 14                | A tapestry of dreams                                                            | —             |
| 1974 | "Un enfant de toi pour Noël" "Hosanna" - Lançamento: novembro de 1974 - Editora/Nº cat.: Barclay 62077                                                                                | 45 RPM (7")     | 30                | 33                | Visages de l'amour                                                              | —             |
| 1974 | "Sie (Tous les visages de l'amour)" "Tanz' Wange an Wange mit mir (Les plaisirs démodés)" - Lançamento: dezembro de 1974 - Editora/Nº cat.: Barclay 62079                             | 45 RPM (7")     | —                 | —                 | —                                                                               | —             |
| 1975 | "The 'I love you' song (Je t'aime)" "From today (Désormais)" - Lançamento: janeiro de 1975 - Editora/Nº cat.: Barclay 62101                                                           | 45 RPM (7")     | 51                | —                 | A tapestry of dreams                                                            | —             |
| 1975 | "Ils sont tombés" "Tes yeux, mes yeux" - Lançamento: maio de 1975 - Editora/Nº cat.: Barclay 62133                                                                                    | 45 RPM (7")     | 22                | —                 | —                                                                               | —             |
| 1975 | "You (Je ne connais que toi)" "Woman of today (Les filles de aujourd'hui" - Lançamento: maio de 1975 - Editora/Nº cat.: Barclay 62138                                                 | 45 RPM (7")     | —                 | —                 | I sing for... you                                                               | —             |
| 1975 | "Tous les visages de l'amour" "De t'avoir aimée" - Lançamento: outubro de 1975 - Editora/Nº cat.: Barclay 62177                                                                       | 45 RPM (7")     | 59                | —                 | Visages de l'amour                                                              | —             |
| 1975 | "Take me away (Emmenez-moi)" "Ciao always ciao (Ciao mon coeur)" - Lançamento: novembro de 1975 - Editora/Nº cat.: Barclay 62188                                                      | 45 RPM (7")     | —                 | —                 | I sing for... you                                                               | —             |
| 1976 | "Merci madame la vie" [promo] "Merci madame la vie" - Lançamento: janeiro de 1976 - Editora/Nº cat.: Barclay 62194                                                                    | 45 RPM (7")     | 31                | —                 | Voilà que tu reviens                                                            | —             |
| 1976 | "Slowly" "Par gourmandise" - Lançamento: fevereiro de 1976 - Editora/Nº cat.: Barclay 62201                                                                                           | 45 RPM (7")     | —                 | —                 | Voilà que tu reviens                                                            | —             |
| 1976 | "Mes emmerdes" "Mais c'était hier" - Lançamento: fevereiro de 1976 - Editora/Nº cat.: Barclay 62202                                                                                   | 45 RPM (7")     | 17                | —                 | Voilà que tu reviens                                                            | —             |
| 1976 | "Voilà que tu reviens" "Par gourmandise" - Lançamento: março de 1976 - Editora/Nº cat.: Barclay 62203                                                                                 | 45 RPM (7")     | —                 | —                 | Voilà que tu reviens                                                            | —             |
| 1977 | "Camarade" "Toi (You)" - Lançamento: fevereiro de 1977 - Editora/Nº cat.: Barclay 62194                                                                                               | 45 RPM (7")     | 20                | —                 | Je n'ai pas vu le temps passer                                                  | —             |
| 1977 | "J'ai vu Paris" "Ne t'en fais pas" - Lançamento: setembro de 1977 - Editora/Nº cat.: Barclay 62340                                                                                    | 45 RPM (7")     | 12                | —                 | Je n'ai pas vu le temps passer                                                  | —             |
| 1977 | "Avant la guerre" "La chanson du faubourg" - Lançamento: dezembro de 1977 - Editora/Nº cat.: Barclay 62366                                                                            | 45 RPM (7")     | 24                | —                 | Je n'ai pas vu le temps passer                                                  | —             |
| 1978 | "Dieu" "Retiens la nuit" - Lançamento: janeiro de 1978 - Editora/Nº cat.: Barclay 62368                                                                                               | 45 RPM (7")     | —                 | —                 | Je fais comme si...                                                             | —             |
| 1978 | "Ave Maria" "Ave Maria (orchestral)" - Lançamento: novembro de 1978 - Editora/Nº cat.: Barclay 62578                                                                                  | 45 RPM (7")     | —                 | —                 | Un enfant est né                                                                | —             |
| 1978 | "Comment c'est fait la neige" [airplay] - Lançamento: dezembro de 1978 | 45 RPM (7")     | 19                | —                 | Un enfant est né                                                                | —             |
| 1979 | "Être" "Rien moins que t'aimer" - Lançamento: março de 1979 - Editora/Nº cat.: Barclay 62603                                                                                          | 45 RPM (7")     | —                 | —                 | Je fais comme si...                                                             | —             |
| 1979 | "Être" [promo] "Être (le dernier chariot) - Instrumental" - Lançamento: março de 1979 - Editora/Nº cat.: Barclay 620.545                                                              | 45 RPM (7")     | —                 | —                 | Je fais comme si...                                                             | —             |
| 1980 | "Ça passe" "Allez ! Vaï Marseille" - Lançamento: abril de 1980 - Editora/Nº cat.: Barclay 62676                                                                                       | 45 RPM (7")     | —                 | —                 | Autobiographie                                                                  | —             |
| 1980 | "Ça passe" "L'amour, bon Dieu l'amour" - Lançamento: julho de 1980 - Editora/Nº cat.: Barclay 62684 (7") / 75017 (12")                                                                | 45 RPM (7")     | 39                | —                 | Autobiographie                                                                  | —             |
| 1980 | "Une vie d'amour" "Вечная любовь [Vetchnai Lioubov] (Une vie d'amour)" - Lançamento: dezembro de 1980 - Editora/Nº cat.: Barclay 62713                                                | 45 RPM (7")     | —                 | —                 | Je fais comme si...                                                             | —             |
| 1981 | "Une vie d'amour" (avec Mireille Mathieu) "Téhéran 43 «Ouverture»" (Orquestra Cinematográfica Sinfônica Estatal da URSS) - Lançamento: março de 1981 - Editora/Nº cat.: Barclay 62724 | 45 RPM (7")     | 21                | —                 | —                                                                               | —             |

(em construção)

## Discografia brasileira

### Álbuns
- 1961 — La sensation de Paris (Ducretet-Thomson/Continental DT-LP 400.005)
- 1961 — À toi, mon amour (Ducretet-Thomson/Continental DT-LP 400.014)
- 1962 — Les meilleures chansons (Ducretet-Thomson/Continental DT-LP 400.023)
- 1965 — Apresentamos (LP — Barclay/RGE BARLP-10002)
- 1965 — Que c'est triste Venise (LP — Barclay/RGE BARLP-10003)
- 1965 — Aznavour 65 (LP — Barclay/RGE BARLP-10006)
- 1966 — Canta em espanhol (LP — Barclay/RGE BARLP-10013)
- 1966 — La bohême (LP — Barclay/RGE BARLP-10016)
- 1966 — Tu t'laisses aller (LP — Barclay/RGE BARLP-10018)
- 1968 — Entre deux rêves (LP — Barclay/RGE BARLP-10024)
- 1968 — Face au public (LP — Barclay/RGE BARLP-10026)
- 1969 — J'aime Charles Aznavour, vol. 1 (LP — EMI/Pathé PTL 17001)
- 1969 — Désormais... (LP — Barclay/Ebrau LPEB-80398)
- 1971 — Non je n'ai rien oublié (LP — Barclay/Ebrau LPEB-80422)
- 1974 — She (LP — Barclay/RCA 104.8015)
- 1974 — Espanhol (LP — Barclay/RCA 104.8017)
- 1976 — Voilà que tu reviens (LP — Barclay/RCA 104.8022)
- 1978 — Je n'ai vu le temps passer (LP — Barclay/RCA 104.8075)
- 1979 — Guichets fermés [ao vivo] (LP — Barclay/RCA 111.8001)
- 1982 — Je fais comme si... (LP — Barclay/Polygram 6399 384)
- 1984 — Chante Charles Aznavour et Dimey (LP — Barclay/Polygram 815 844-1)
- 1987 — Aznavour [1986] (LP — Sigla 530.057)
- 1991 — Aznavour 92 (CD — Top Line/Opção ?)
- 1995 — Aznavour/Minelli au Palais des Congrès de Paris [ao vivo duplo] (CD — EMI ?)
- 1998 — Jazznavour (CD — ?)
- ???? — French Man in New York [ao vivo] (CD — Alpha ?)
- 2003 — Je voyage (CD — ?)
- 2005 — Bon Anniversaire Charles [ao vivo duplo] (CD — EMI/Capitol ?)
- 2008 — Duos (CD — ?)
- 2009 — Charles Aznavour and The Clayton Hamilton Jazz Orchestra (CD — EMI/Capitol ?)
- 2011 — Toujours (CD — EMI ?)

### Compilações
- 1969 — Charles Aznavour ‎(LP — Barclay/Ebrau LPEB 80.426)
- 1973 — Olympia 72 ‎(LP — EMI/Pathé SPTL 17004)
- 1973 — Aznavour... Aznavour... Aznavour... ‎(LP/K7 — Barclay/RCA 104.8006)
- 1974 — À la demand especiale ‎(LP — Barclay/RCA 104.8011)
- 1977 — Disco de ouro ‎(LP/K7 — Barclay/RCA 109.8002)
- 1980 — O melhor de Charles Aznavour ‎(LP/K7 — Sigla 404.7148)
- 1981 — Disco de ouro, vol. 2 ‎(LP/K7 — Barclay/RCA 109.8009)
- 1988 — Grandes sucessos de Charles Aznavour ‎(LP/K7/CD — Sigla 406.0012)
- 1990 — Hier encore - grandes sucessos ‎(LP/K7/CD — Som Livre 406.0105)
- 1993 — O melhor de Charles Aznavour ‎(LP/K7/CD — Som Livre 407.0150)
- 1994 — Charles Aznavour ‎(CD — AllDisc/Mauricio Produções MP 50.019)
- ???? — Charlez Aznavour (CD — Scala/Mauricio Produções ?)
- ???? — O melhor de (CD — Scala SE 0008)
- ???? — Gravações originais ‎(CD — Polydisc 470.131)
- ???? — La bohême ‎(CD — Polydisc 470.1??, reeditado por Polysom 97092)
- ???? — 20 super sucessos internacional ‎(CD — Polydisc 470.311)
- ???? — 20 super sucessos ‎(CD — Polydisc 482.367)
- ???? — Os melhores momentos (CD — CID 00546/3)
- ???? — 20 chansons d'or (CD — EMI 831982 2)
- ???? — The best (CD — Dream Garden ?)
- 1999 — 20 great songs in English (CD — EMI 352 8 54734-2)
- 2001 — Sucessos Multisom (CD — Multisom ?)
- ???? — Edição limitada gold (CD — MIB Music 024.009)
- ???? — Music history of the 20th century (CD — Eldorado ?)
- ???? — Like Roses (CD — Memo Music/Ouver 0709751-2)
- 2003 — Charles Aznavour (CD — Skyblue ?, reeditado depois como Skyblue TOTAL2205)
- 2008 — Je t'aime comme ça (CD — Prestige/Skyblue ?)
- 2008 — Forever (CD — Atração ?)
- 2008 — Classic - tour Brasil ‎(CD — Som Livre 0952-2)
- 2009 — Charles Aznavour [duplo] (CD — Radar Records ?)
- ???? — Originals (CD — Musicbrokers MBB 5393)
- ???? — Só o melhor (CD — Sum Records/Musicbrokers ?)
- 2014 — All-time greatest hits (CD — Musicbrokers ?)
- 2014 — Aznavour sings in English (CD — Barclay/Universal LC00126)

### EP
- 1957 — "Jezebel" / "L'amour à fleur de coeur" // "Rentre chez toi et pleure" / "Sa jeunesse... entre ses mains" (Ducretet-Thomson/GEL DT-LD-33-683)
- 1958 — "Ay ! Mourir pour toi !" / "Rentre chez toi et pleure" // "Jezebel" / "L'amour à fleur de coeur" (Ducretet-Thomson/Continental DT-LD-33-767)
- 1965 — "La mamma" / "Ne dis rien" // "Sylvie" / "Les aventuriers" (Barclay/RGE BARCD-2001)
- 1966 — "La bohême" // "Plus rien" / "Et je vais" (Barclay/RGE BARCD-2012)
- 1966 — "Paris au mois d'août" / "Sur le chemin du retour" // "Il fallait bien" / "Parce que tu crois" (Barclay/RGE BARCD-2018)
- 1968 — "Yerushalaïm" / "Un jour" // "Éteins la lumière" / "Tu étais toi" (Barclay/RGE BARCD-2032)
- 1975 — "You (Je ne connais que toi)" / "Ils sont tombés" // "She (Tous les visages de l'amour)" / "The old fashioned way (Les plaisirs démodés)" (Barclay/RCA 102.8004)

### Singles(ou Compactos)
- 1965 — "Devi sapere" / "Dammi i tuoi 16 anni" (Barclay/RGE BARCS-1001)
- 1965 — "Que c'est triste Venise" / "Avec" (Barclay/RGE BARCS-1003)
- 1965 — "Il faut savoir" / Et pourtant" (Barclay/RGE BARCS-1004)
- 1965 — "Isabelle" / "Le toréador" (Barclay/RGE BARCS-1007)
- 1966 — "C'est fini" / "Les deux guitares" (Barclay/RGE BARCS-1009)
- 1967 — "Sarah" / "Aime-moi" (Barclay/RGE BARCS-1013)
- 1968 — "Caroline" / "Emmenez-moi" (Barclay/RGE BARCS-1030)
- 1969 — "L'amour c'est comme un jour" / "For me... formidable" (Barclay/Ebrau EBCS-80410)
- 1974 — "She (Tous les visages de l'amour)" / "La baraka" (Barclay/RCA 101.8027)
- 1975 — "The old fashioned way (Les plaisirs démodés)" / "You (Je ne connais que toi)" (Barclay/RCA 101.8038)
- 1983 — "Être" / "Rien moins que t'aimer" (Barclay/Ariola 2007 054)

### Vídeos
- — Live in New York City (DVD —
- 2002 — Live au Carnegie Hall (DVD — Capitol 599782-9)